# 科朗 (康塔尔省)
科朗（法語：Coren）是法国康塔尔省的一个市镇，属于圣弗卢尔区和圣弗卢尔第一县（Saint-Flour-1）。该市镇总面积16.86平方公里，2009年时的人口为434人。

## 人口
科朗人口变化图示
| 数据来源：INSEE |